# Anna Gašparíková-Horáková
Anna Gašparíková-Horáková (28. října 1896 Martin – 23. února 1987 tamtéž) byla slovenská historička a archivářka.

## Život
Byla nejstarší dcerou slovenského spisovatele Jozefa Gašparíka-Leštinského. Vystudovala dějiny na Filozofické fakultě Univerzity Karlovy (1924-1928). V letech 1929-1936 pracovala jako soukromá archivářka Tomáše Garrigue Masaryka. Její vzpomínky z této doby vyšly knižně v roce 1995 pod názvem U Masarykovcov. Spomienky osobnej archivárky T. G. Masaryka. V roce 1936 se provdala za slavistu prof. Jiřího Horáka. Je autorkou historické monografie Povstanie Rákocziho, Slovania (1930) a Tisícročné Slovensko (1947). Toto syntetické dílo psala ze stanoviska Československé jednoty, vyzdvihuje význam reformačních tradic v dějinách slovenského národa a vyzdvihla příslušnost Slovenska k západoevropskému kulturnímu okruhu. Věnovala se rovněž literární historii a vydávala publikace propagující slovenskou kulturu v zahraničí.
V roce 1992 jí byl udělen Řád Tomáše Garrigua Masaryka IV. třídy in memoriam.